# ترانه پریان
ترانه پریان یا اِلفِن لید، (به ژاپنی: エルフェンリート, Erufen Rīto) عنوان یک مجموعه مانگای ژاپنی که توسط رین اوکاموتو نوشته و طراحی شده‌است. این مجموعه برای اولین بار توسط انتشارات شوئیشا در مجلهٔ ویکلی یانگ جامپ از ژوئن ۲۰۰۲ تا اوت ۲۰۰۵ به تعداد ۱۰۷ قسمت در ۱۲ تانکوبون منتشر شده‌است. بر اساس مانگا، یک مجموعه تلویزیونی انیمه سیزده قسمتی به کارگردانی مامورو کانبه نیز دستمایه اقتباس قرار گرفت، که پخش آن در شبکه ای‌تی-ایکس از ۲۵ ژوئیه ۲۰۰۴ شروع شده و تا ۱۷ اکتبر ۲۰۰۴ ادامه داشت. نسخهٔ انیمه قبل از به پایین رسیدن نسخهٔ مانگا شروع به ساخت شد، به همین علت تفاوت‌هایی بین آن‌ها به ویژه در پایان داستان وجود دارد. در ۲۱ آوریل ۲۰۰۵ یک اووی‌ای نیز برای این مجموعه ساخته شد که وقایع آن در زمان قسمت ۱۰ و ۱۱ انیمه اتفاق می‌افتد.
عنوان این مجموعه (الفن لید) از یک تصنیف آلمانی برداشته شده‌است. شعر الفن لید یا (ترانه اِلف‌ها) که در نسخه مانگا نمایش داده می‌شود، اثر شاعر رمانتیسم آلمانی ادوارد موریکه می‌باشد که توسط آهنگساز اتریشی هوگو ولف تبدیل به موسیقی شده‌است. مجموعه به خاطر استفاده فراوان از خشونت و برهنگی شهرت دارد.

## داستان
داستان الفن لید در کاماکورا، ژاپن رخ می‌دهد و تمرکز آن بر روی نژادی تکامل یافته و جدید از انسان به نام دیکلونیئوس است. دیکلونیئوس یا انسان‌های دارای شاخ، یک گونهٔ جهش‌یافته از انسان‌ها هستند که ممکن است گام جدیدی در فرگشت انسان باشند. دیکلونیئوس‌ها دارای دو شاخ بر روی سر و قدرت ماورائی فراوانی بودند که توسط دستان نامرئی آن‌ها ارائه می‌شود. با داشتن این نیروهای فرابشری آن‌ها به راحتی قادر به ازبین بردن نسل بشر بودند. انسان‌ها با حراسی که از این قدرت داشتند، آن‌ها را در یک مرکز تحقیقات محرمانه قرنطینه کرده تا بر روی آن‌ها مطالعه و آزمایش انجام دهند. در بین این جهش یافته‌ها به‌طور اتفاقی شخصیت اصلی داستان، یک دختر جهش یافته به نام لوسی سعی در فرار داشت و بسیاری از نگهبانان را در این راه به قتل رساند. او موفق به فرار شد اما در انتها توسط یک تک‌تیرانداز مورد اصابت گلوله قرار گرفت و به دریا پرتاب شد، به همین دلیل دچار فراموشی گردید. جریان آب او را به شهر کاماکورا کشاند، مکانی که وقایع ترانه پریان در آنجا اتفاق می‌افتد. لوسی در کنار ساحل با دو فرد محلی به نام‌های کتا و یوکا آشنا شد که آن‌ها برای او نام نیو را انتخاب کردند چون فقط قادر به گفتن کلمه نیو بود. آن‌ها تصمیم گرفتند نیو را به خانه خود برده و از او مراقبت کنند. آن‌ها تمام تلاش خود را کرده تا به نیو کمک کنند. اما با گذشت زمان نیو بیشتر دردسرساز می‌شد و در این میان یوکا متوجه شد کتا بسیار به فکر نیو است و تمام وقت خود را صرف نیو کرده و به او اهمیت نمی‌دهد. این مسئله باعث شد یوکا که به کتا نیز علاقه‌مند بود بسیار به نیو حسد بورزد.

## شخصیت‌ها

لوسی در اولین صحنه‌ای که باندو قربانی او شد.

- لوسی (به ژاپنی: ルーシー , Rūshī) شخصیت اصلی داستان یک دختر نوجوان جهش یافته «دیکلونیئوس»[۱۱] حدوداً ۱۸ ساله. لوسی احساسات فراوانی از تنفر و انتقام علیه انسان‌ها در خود ایجاد کرده بود که دلیل اصلی آن رفتاری است که در دوران کودکی با او داشتند، شاخ‌های او را مسخره می‌کردند و به او لقب عجیب و غریب می‌دادند. لوسی دارای ۴ دست اضافه (که به آن وکتور گفته می‌شود) با طولی در حدود دو متر است. او در این فاصله بسیار سریع و کشنده است، و می‌تواند هر شیء در نزدیکی خود را با سرعت فوق‌العاده زیاد به قصد کشتن در فواصل دورتر پرتاب کند. همچنین در هنگام تمرکز قادر به متوقف و منحرف کردن بیشتر گلوله‌ها و مهمات جنگی است. او به کمتر کسی رحم می‌کرد و بدون هیچ نگرانی انسان‌ها را می‌کشت به طوری که به نظر می‌رسید از این کار لذّت می‌برد، اگرچه در قسمت‌های پایانی نسبت به اعمال خود ابراز پشیمانی کرد به ویژه نسبت به کُتا.صداگذاری: سانائه کوبایاشی (نسخهٔ ژاپنی)، کیرا وینسنت دِیویس (نسخهٔ انگلیسی).
- نیو (به ژاپنی: にゅう , Nyu) شخصیت دوم لوسی که بعد از اصابتٔ گلولهٔ ۵۰BMG توسط تک‌تیرانداز به کلاه خودی که مانند روکش بر روی سر او بود به وجود آمد. نیو شخصیت بچگانه‌ای دارد و هیچ آگاهی از جهان ندارد، حتی فراموش کرده که یک جهش‌یافته‌است و چگونه از دست‌های نامرئی خود استفاده کند، و مانند یک انسان با شاخ باقی‌مانده‌است. هنگامی که ضربه‌ای به سر نیو یا او با خشونت مواجه می‌شود به شخصیت دیگر خود، لوسی بر می‌گردد. صداگذاری: سانائه کوبایاشی (نسخهٔ ژاپنی)، کیرا وینسنت دِیویس (نسخهٔ انگلیسی).
- کُتا (به ژاپنی: コウタ, Kōta) شخصیت اصلی مرد داستان که حدوداً نوزده سال سن دارد. او در کودکی پدر و خواهر خود را در سانحه‌ای از دست داده بود، اما هیچ‌یک از این اتفاقات را به خاطر نداشت. صداگذاری: چیهیرو سوزوکی (نسخهٔ ژاپنی)، آدام کانلُن نسخهٔ انگلیسی).
- یوکا (به ژاپنی: ユカ) دخترعموی کُتا است. او همسن کتُا و همچنین در همان دانشگاهی است که او در آن تحصیل می‌کند. آخرین باری که کتُا را دیده بود ده سال سن داشتند. او با کتُا به مسافرخانه نقل مکان کرد. صداگذاری: مامیکو نوتو (نسخهٔ ژاپنی)، نانسی نُواتنی (نسخهٔ انگلیسی).
- مایو (به ژاپنی: マユ) یک دختر جوان بی‌خانمان حدوداً سیزده ساله (در نسخهٔ مانگا او دوازده سال دارد و سیزده ساله می‌شود؛ اما در انیمه ۱۳ ساله است و وارد ۱۴ می‌شود) بینندگان او را برای اولین بار هنگامی مشاهده می‌کنند که برای پس دادن چتری که در ساحل پیدا کرده بود به مسافرخانه‌ای که کتُا، یوکا و نیو در آن ساکن هستند رفت. مایو به همراه توله سگی که آن را وانتا صدا می‌زند در ساحل زندگی می‌کند. صداگذاری: اِمیکو هاگیوارا (نسخهٔ ژاپنی)، سینتیا مارتینز (نسخهٔ انگلیسی).
- نانا (به ژاپنی: ナナ) که با نام شمارهٔ ۷ نیز شناخته می‌شود. او نیز همانند لوسی یک جهش‌یافته‌است. کوراما برای او به مانند پدری می‌ماند، زیرا او به یک امید قلبی نیاز داشت تا بتواند زیر شکنجه‌های شدید آزمایش‌های سازمان دوام آورد و معتقد بود با این کار، پدرش به او افتخار خواهد کرد، و کوراما نیز به نوبه خود او را به چشم دختر خود می‌دید و بسیار به او اهمیت می‌داد. پس از فرار لوسی از آزمایشگاه، کوراما نانا را برای پیدا کردن او فرستاد (دیکلونیئوس توسط دورآگاهی قادر به حس کردن یکدیگر هستند) و به عنوان پاداش، کراوات خود را به او هدیه داد، چیزی که نانا همیشه آرزوی داشتن آن را داشت.
- کوراما (به ژاپنی: 蔵間) او رئیس بخش پژوهش، و برای کاکوزاوا کار می‌کند و حدوداً مردی ۳۵ ساله است. او برای نانا به مانند پدری و همچنین پدر بیولوژیکی ماریکو است. صداگذاری: اُسامو هُسُی (نسخهٔ ژاپنی)، Jay Hickman (نسخهٔ انگلیسی).
- باندو (به ژاپنی: 坂東) یک از کارکنان تیم ویژهٔ یورشی[۱۲] که برای پلیس بین‌المللی کار می‌کند.

صداگذاری: Jouji Nakata (نسخهٔ ژاپنی)، جیسون داگلاس (نسخهٔ انگلیسی).